# Дрехтерланд
Дрехтерланд (нід. Drechterland, нід. вимова: [ˈdrɛxtərlɑnt] ( прослухати)) — муніципалітет у Нідерландах, у провінції Північна Голландія.
Утворений 1979 року під назвою Бангерт шляхом об'єднання колишніх муніципалітетів Гогкарспел, Вествауд та Остерблоккер. 1980 року отримав сучасну назву, а 2006 року до нього приєднали колишній муніципалітет Венгейзен.

## Населені пункти муніципалітету
Села
- Вейденес
- Венгейзен
- Вествауд
- Гем
- Гогкарспел
- Остерблоккер
- Остерлек
- Схеллінкгаут

Селища
- Блокдейк
- Вестервейзенд
- Остервейзенд

## Топографія
Нідерландська топографічна карта муніципалітету Дрехтерланд, червень 2015 року

## Визначні мешканці
- Ерік Схоутен (нар. 1991 у Вествауді) — нідерландський футболіст

## Галерея

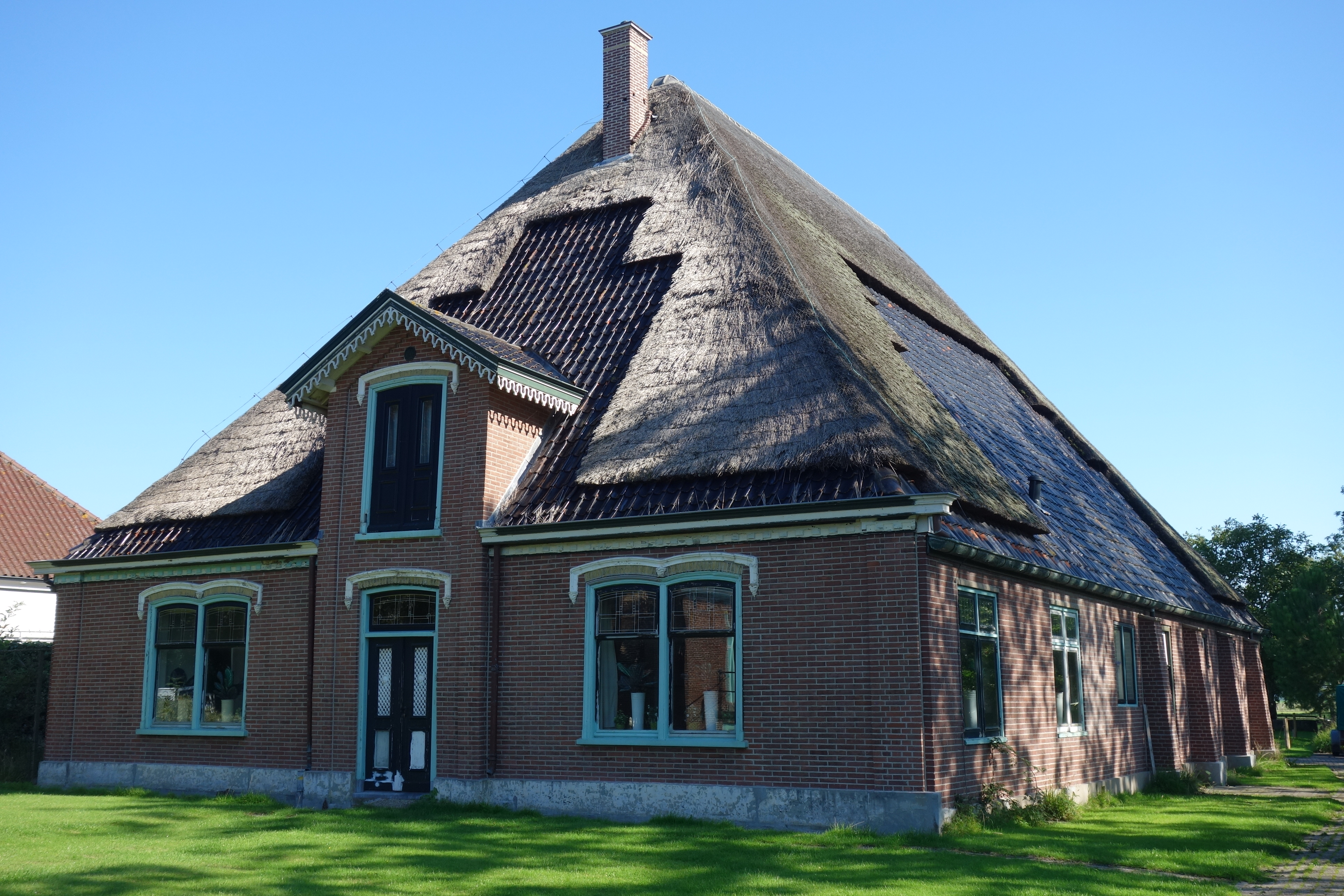
Будинок у Схеллінкгауті
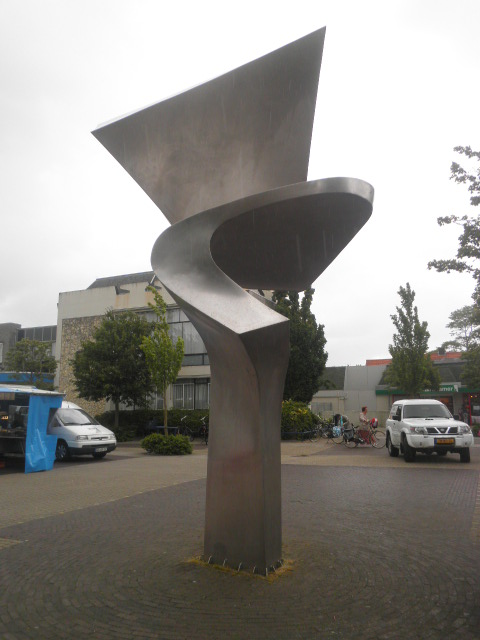
Скульптура у Гогкарспелі
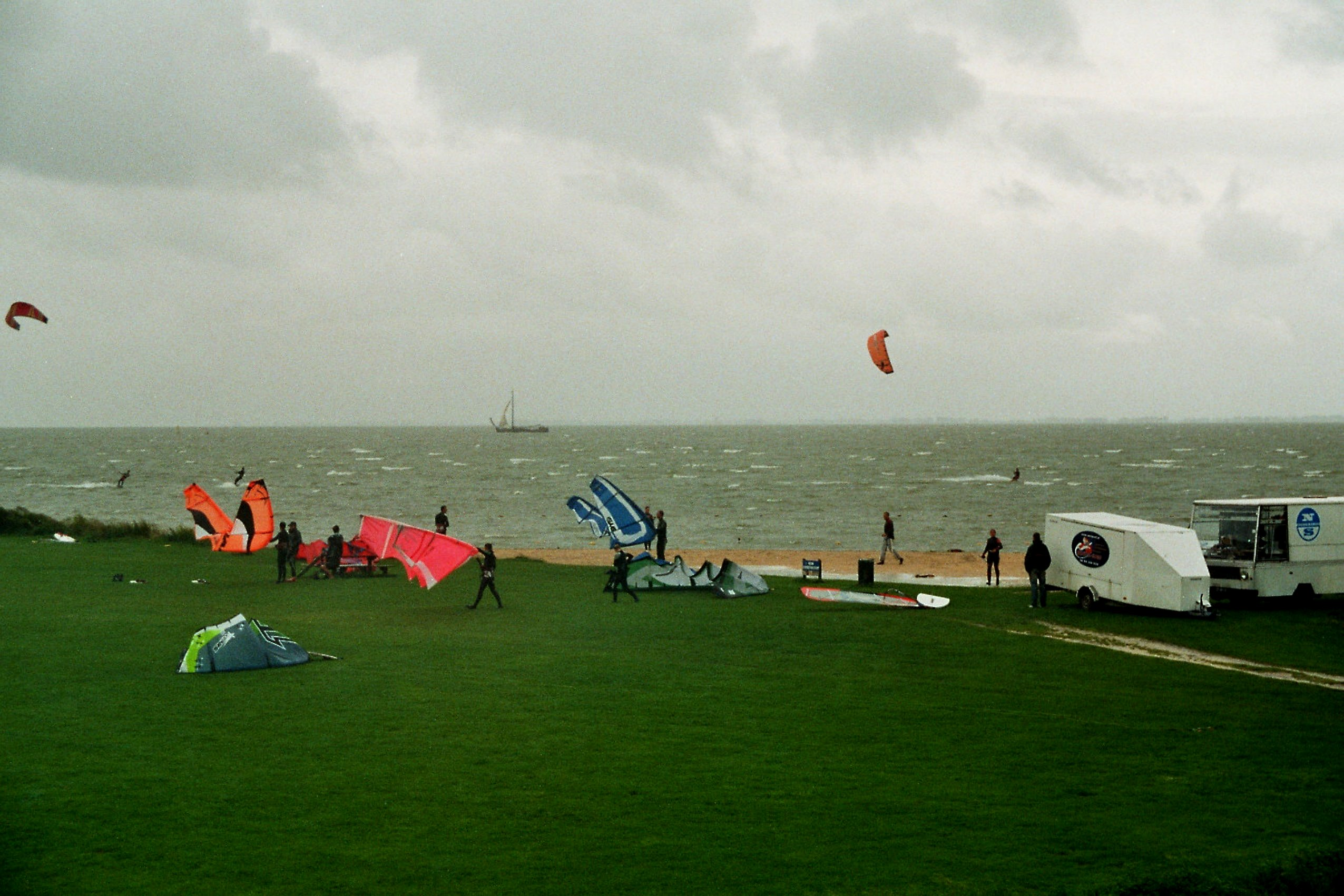
Пляж у Схеллінкгауті
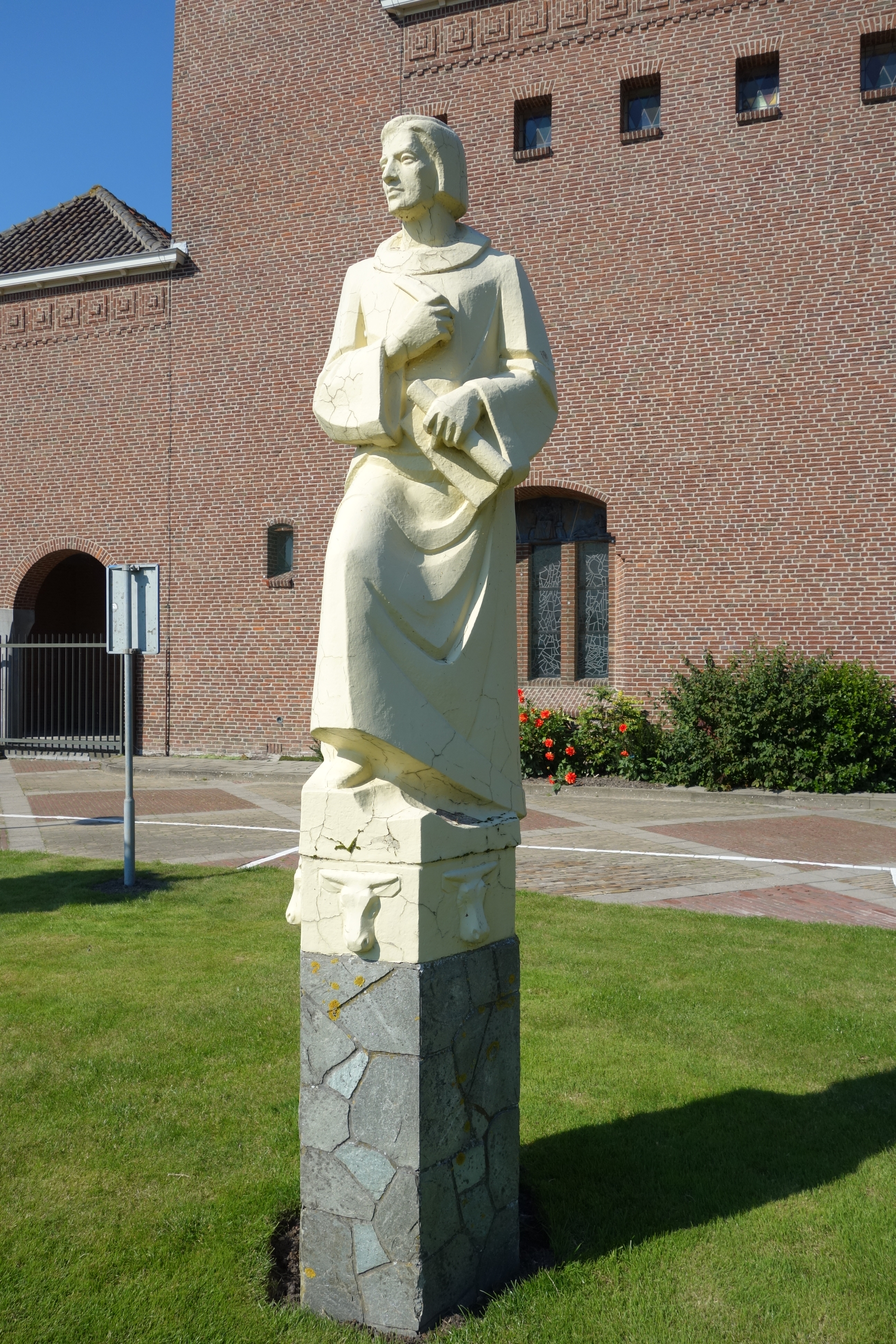
Статуя у Венгейзені
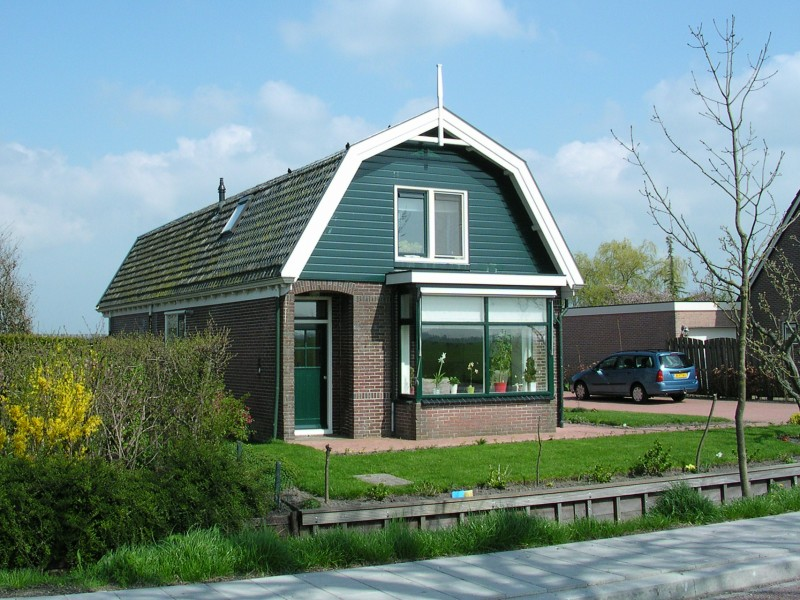
Зіттенд